# Jaap Eden
Jacobs Johannes "Jaap" Eden (født 19. oktober 1873, død 2. februar 1925) var en hollandsk idrætsudøver, der er den eneste mandlige udøver, der har vundet VM i både hurtigløb på skøjter og cykelsport.

## Barndom og ungdom
Edens mor døde ved hans fødsel, og han voksede derpå op hos sine bedsteforældre, der drev et hotel ved Santvoort på nordsøkysten. Her trænede den unge Jaap Eden ved at løbe i klitterne, dyrke gymnastik og om vinteren løbe på skøjter. Han udviste en fart og teknik, der blev bemærket af af datidens bedste hollandske skøjteløber, Klaas Pander, der inviterede den 15-årlige dreng til at træne sammen med sig.
I december 1890 opnåede Eden sin første betydende sejr på en 260 meter distance, og den nu 17-ørige skøjteløber blev udtaget til VM. Årets stævne blev afholdt af Amsterdam Skøjteklub, da der ikke endnu fandtes en international organisation. Ved stævnet deltog blot to udenlandske skøjteløbere, og amerikaneren Joe Donoghue vandt og blev den første officielle verdensmester. Eden deltog kun i de to korte distancer, hvor han blev nummer 3 i en halv mile og nummer 4 i én mile. Efterfølgende deltog han også i EM, men opnåede ikke mindeværdige resultater der.
I 1892 førte dårligt vejr til aflysning af VM, og ved EM dette år deltog udelukkende østrigske løbere. Edens bedste resultat denne vinter var en sejr ved et stævne i Storbritannien, hans første internationale triumf.
I sin ungdom dyrkede Jaap Eden også bandy, der var introduceret i Holland i 1891.

## Succes i skøjteløb
To dage inden VM i 1893 vandt Eden de hollandske mesterskaber på 1500 og 5000 m. Hans tid på 1500 m, 2.35,0, er den første anerkendte verdensrekord på distancen. Resultatet gjorde Eden, der tidligere denne vinter havde trænet i Norge, til VM-favorit.
På 1500 m opnåede han samme tid som Oskar Frederiksen fra Norge i indledende runde, men da de løb mod hinanden i finalen, sejrede Eden. Han var suveræn på 5000 m, hvor han var et halvt minut bedre en næstbedste løber, mens Frederiksen udgik. De to løbere stod også over for hinanden på 500 m, men igen vandt Eden. Med tre sejre var Eden sikker på titlen, og så betød det mindre, at Frederiksen på 10.000 m vandt i verdensrekordtid, mens Eden, der løb alene, faldt på første omgang og udgik.
Efter sit verdensmesterskab blev Eden modtaget af en stor menneskemængde i sin hjemby, Harlem, og han var med ét en berømthed i hele landet.
Den næste vinter trænede Eden i Hamar i Norge, og herfra drog han til VM i Stockholm. Her var vejret for dårligt, så konkurrencen blev flyttet til Saltsjöbaden. På 500 m blev han sat op mod Frederiksen, der tyvstartede, men ikke var klar over dette, før han var i mål. Han blev sat til at løbe løbet om igen, men forlangte en pause inden. Eden var overbevist om, at Frederiksen var diskvalificeret, og løb sit løb alene i tiden 50,4 sekunder. Frederiksen fik i sit andet forsøg samme tid, men Eden nægtede at løbe endnu en gang, hvorpå det ved lodtrækning blev afgjort, at Frederiksen gik videre.
Til gengæld vandt Eden 10.000 m i verdensrekordtiden 19.12,4, hvor han var et halvt minut hurtigere end den næstbedste. Da han efterfølgende ikke lykkedes med at besejre Einar Halvorsen i det tredje løb, lå det klart, at ingen løber kunne opnå sejr på tre distancer, så der ville ikke blive kåret en verdensmester. I det sidste løb kom Eden ikke i mål efter en fejl undervejs.
To uger senere var der EM i Hamar. Her mødte Eden ikke op den første dag, angiveligt på grund af for stærk vind. På andendagen stillede han dog op og vandt 5000 m i tiden 8.37,6 – mere end et halvt minut under den hidtidige rekord. Denne rekord holdt i næsten 17 år, inden den blev forbedret med 0,4 sekund af Nikolaj Strunnikov.

## Rekorder

### Personlige rekorder
| Disciplin | Tid     | Dato             | Sted  | Noter                     |
| --------- | ------- | ---------------- | ----- | ------------------------- |
| 500 m     | 48,20   | 23. februar 1895 | Hamar |                           |
| 1500 m    | 2.25,4  | 23. februar 1895 | Hamar | Verdensrekord (1895-1898) |
| 5000 m    | 8.37,6  | 25. februar 1894 | Hamar | Verdensrekord (1894-1911) |
| 10.000 m  | 17.56,0 | 23. februar 1895 | Hamar | Verdensrekord (1895-1900) |

Kilde: speedskatingbase.eu

### Verdensrekorder
| Disciplin | Tid     | Dato             | Sted          |
| --------- | ------- | ---------------- | ------------- |
| 1500 m    | 2.35,0  | 11. januar 1893  | Paterswolde   |
| 10.000 m  | 19.12,4 | 10. februar 1894 | Neglingeviken |
| 5000 m    | 8.37,6  | 25. februar 1894 | Hamar         |
| 1500 m    | 2.25,4  | 23. februar 1895 | Hamar         |
| 10.000 m  | 17.56,0 | 23. februar 1895 | Hamar         |

Kilde: SpeedSkatingStats.com

## Eftermæle
To skøjtebaner i Amsterdam, udendørsbanen Jaap Eden baan og indendørsbanen Jaap Edenhal, er opkaldt efter ham.
Siden 1972 har årets hollandske idrætsudøver modtaget Jaap Eden-prisen. Statuetten er lavet af Jits Bakker fra Bilthoven og baseret på Eden.